# Крекінг-установка в Літвінові
Крекінг-установка в Літвінові – підприємство нафтохімічної промисловості на північному заході Чехії. Станом на другу половину 2010-х років єдине у своєму типі в країні.
У 1964-1974 роках в Záluží (два кілометри на південь від Літвінова) діяла перша піролізна установка, а починаючи з 1975-го сировину для продукування  полімерів почали отримувати  з німецького комплексу в Белені – етилен по трубопроводу Белен – Літвінів, а пропілен залізничним транспортом. Втім, вже було заплановано будівництво нової чеської установки парового крекінгу (піролізу), яка стала до ладу в 1979 році, після чого надлишки етилену почали подаватись вже у зворотньому напрямку. Первісно установка мала потужність 435 тисяч тонн етилену на рік, з 2001-го цей показник збільшили до 485 тисяч тонн, а у 2007-му довели до 545 тисяч тонн.
На додачу до першої лінії поліетилену потужністю 120 тисяч тонн на початку 2000-х спорудили другу на 200 тисяч тонн. А в наступному десятилітті розпочали проект третьої лінії з показником у 270 тисяч тонн, котра повинна замістити першу. Механічна готовність нового об’єкту очікується у грудні 2018 року. Також в Літвінові з етилену виробляють етилбензен (сировина для продукування стиролу), який далі спрямовують по продуктопроводу до Кралуп-над-Влатвою. Частину етилену подають до центральної Чехії у Нератовіце, де його використовують у виробництві полівінілхлориду. З 1964-го по 2017-й у Литвінові продукували етанол, проте наразі цей блок законсервовано.
Як сировину піролізна установка використовує переважно газовий бензин (56%), незначну кількість пропану, бутану і газойлю (2%, 6% та 1% відповідно), а також hydrowax (40%) – продукт гідрокрекінгу. В результаті отримують значну кількість більш важких, аніж етилен, ненасичених вуглеводнів. Пропілен використовують для полімеризації, при цьому на початку 2000-х на заміну старій лінії з показником у 115 тисяч тонн спорудили нову, потужність якої до кінця десятиліття довели до 275 тисяч тонн. Певна частина пропілену з 1969 року споживалась виробництвом оксо-спиртів (50 тисяч тонн н-бутанолу, ізобутанолу та 2-етилгексанолу), проте в 2009-му даний напрямок закрили через нерентабельність застарілої технології.
Що стосується бутилен-бутадієнової суміші, то вона спрямовується по продуктопроводу для фракції С4 на установку розділення у Кралупах.
Крім того, робота крекінг-установки надає можливість продукувати великі об'єми бензолу - до 250 тисяч тонн на рік. Він, зокрема, є другою складовою для виробництва згаданого вище етилбензену. 